# Haikyu!!
Haikyu!! is een Japanse mangaserie geschreven door Haruichi Furudate die voor het eerst werd uitgebracht in 2014. Het gaat over een jongen, Shōyō Hinata, die een beroemde volleybalspeler wil worden ondanks zijn kleine gestalte. Het eerste seizoen heeft 25 afleveringen met twee films als herhaling. Het tweede seizoen heeft 25 afleveringen met één film als herhaling. Het derde seizoen bevat tien afleveringen met ook één film als herhaling. Het vierde seizoen is in twee delen opgebouwd: het ene heeft dertien afleveringen met twee specials en het andere omvat 12 afleveringen. Zowel de manga als de animefilms werden commercieel succesvol.

## Verhaal
De middelbare scholier Shōyō Hinata wilde zo graag naar Karasuno High School, nadat hij het team van die school had zien spelen in de nationale competitie op tv. Shoyo die zelf klein van formaat was, had een speciale bewondering voor de speler "The Little Giant". Ondanks het feit dat die speler eveneens klein was, was "The Little Giant" toch zo getalenteerd.  Daardoor had Shoyo een grote bewondering voor volleybal.
In het derde jaar van Junior High kan Shoyo een ploegje maken met zijn vrienden en doet hij mee met een toernooi. In hun eerste officiële wedstrijd komt Shoyo oog in oog met Tobio Kageyama, de wonderbaarlijke setter, ook gekend als "The King of the Court". Hun eerste wedstrijd bleek tevens hun laatste te zijn wanneer ze op brute wijze worden verpletterd door "The King of the Court". Na zijn nederlaag zweert Shoyo om Kageyama te overtreffen, en dus sluit hij zich aan bij het volleybalteam van Karasuno High School, waar zijn gezworen rivaal, Kageyama, zijn teamgenoot wordt.
De ploeg die ook de "The Flightless Crows" werd genoemd, blijkt uiteindelijk zijn reputatie als krachtpatser van de school te hebben verloren na het tijdperk van "The Little Giant". Kageyama's geniale settingvaardigheden combineren met Shoyo's opmerkelijke atletiek lijkt de enige manier waarop het team nog succesvol kan zijn. Zo start Karasuno een nieuwe reputatie en wil het team opnieuw de nationale competitie bereiken.

## Personages
Shoyo Hinata #10Shoyo is een eerstejaarsscholier in Karasuno High School, die de positie van middle blocker speelt. Hij speelt toevallig met nummer 10, net als "The Little Giant". Shoyo is een energiek en opgewonden iemand. Hij merkt steeds de kleinste details op.
Tobio Kageyama #9Tobio Kageyama is ook een eerstejaarsscholier in Karasuno High School,  die de positie van setter speelt. Hij is tevens bekend als "The King of the Court" van zijn tijd in Junior High, gekenmerkt door zijn dictatoriale aanwezigheid. Kageyama had zich eerst in de school Shiratorizawa ingeschreven, maar werd daar afgewezen. Na verloop van  tijd leert Kageyama zijn egocentrische houding om met de hulp van zijn team en leert hij wat het betekent om echt deel uit te maken van een team.
YU Nishinoya #4YU Nishinoya is een tweedejaarsscholier in Karasuno High School, die de libero is. Hij wordt ook wel "Karasuno's Guardian Deity" genoemd vanwege zijn hoge vaardigheidsvermogen. Noya is een zeer energieke persoon en kan ook impulsief zijn. Hij doet alles om zijn team te ondersteunen en daarom bewonderen zijn teamgenoten hem enorm.
Kei Tsukishima #11Kei Tsukishima is een eerstejaarsscholier in Karasuno High School, die een middle blocker is. Tsukishima is een verstandige en kalme persoon en is belangrijk in Karasuno's verdediging. Tsukishima was vroeger veel gelukkiger omdat hij een hechte band had met zijn broer. Tsukki hield veel van volleybal, waarschijnlijk omdat zijn broer het ook bewonderde. Tsukki kwam echter te weten dat zijn broer geen vaste speler was in Karasuno's team en verloor dan ook zijn interesse. Hij wou geen moeite meer doen, zodat hij niet teleurgesteld zou zijn als hij faalde.
Tadashi Yamaguchi #12Tadashi Yamaguchi is een eerstejaarsscholier in Karasuno High School, die een middle blocker is en ook speelt als pinch-server. Yamaguchi is een verlegen iemand en stelt zijn vertrouwen op anderen. Toen hij klein was, werd hij gepest en Tsukishima nam het op voor hem. Sindsdien zijn ze goede vrienden en kijkt hij naar Tsukki op.
Ryunosuke Tanaka #5Ryunosuke Tanaka is een tweedejaarsscholier in Karasuno High School, die een wing spiker is. Tanaka is een luidruchtig iemand en wordt snel boos. Tanaka houdt zeer veel van meisjes en bewondert Kiyoko Shimizu heel erg samen met Nishinoya.
Daichi Sawamura #1Dachi Sawamura is een derdejaarsscholier in Karasuno High School, die kapitein en wing spiker is. Daichi is een zorgzame, veerkrachtige leider maar angstaanjagend als hij kwaad wordt.
Koshi Sugawara #2Koshi Sugawara is een derdejaarsscholier in Karasuno High School, die vicekapitein is. Suga was de vroegere setter en werd vervangen door Kageyama.
Asahi Azumane #3Asahi Azumane is een derdejaarsscholier in Karasuno High School, die wing spiker en ook hun ace is. Asahi had zijn positie als ace op een moment opgegeven, omdat in het tweede jaar al zijn spikes geblokkeerd werden door het team Date Tech.  Asahi gaf zichzelf hiervoor de schuld. Later hebben Hinata en Kageyama hem kunnen overtuigen om weer de ace te zijn van het team Karasuno.
Kiyoko ShimizuKiyoko Shimizuis een derdejaarsscholier in Karasuno High School, die de manager is van Karasuno. Voordat ze door Dachi werd aangenomen in Karasuno, zat ze voorheen in een atletiekteam. Ze stopt voor een onbekende reden. Shimizu geeft om het team en zijn succes.
Hitoka YachiHitoka Yachi is een eerstejaarsscholier in Karasuno High School, die assistent-manager is. Ze droomt ervan manager te worden, eenmaal Shimizu de school verlaat.
Keishin UkaiKeishin Ukai is de coach van het volleybalteam van Karasuno. Ukai zat vroeger ook in Karasuno, die dan de positie van setter had. Hij is de kleinzoon van Ikkei Uka, de vorige coach van Karasuno.
Ittetsu TakedaIttetsu Takeda is de faculteitsadviseur van Karasuno. Ook al weet hij niet veel van volleybal, blijft hij het team te motiveren.